# پارک طبیعی پنیالارا
پارک طبیعی پنیالارا (به اسپانیایی: Parque natural de la Cumbre) یک منطقه حفاظت‌شده در اسپانیا است که در مادرید (بخش خودمختار) واقع شده‌است.